# Putsaari
Putsaari är en ö i Finland. Den ligger i Bottenhavet och i kommunen Nystad i den ekonomiska regionen  Nystadsregionen i landskapet Egentliga Finland, i den sydvästra delen av landet. Ön ligger omkring 72 kilometer nordväst om Åbo och omkring 220 kilometer väster om Helsingfors.
Öns area är 3,45 kvadratkilometer och dess största längd är 3,9 kilometer i sydöst-nordvästlig riktning. Ön höjer sig omkring 20 meter över havsytan.